# Fredericton Junction
Pour les articles homonymes, voir Fredericton (homonymie) et Junction (homonymie).
Fredericton Junction est un village situé dans la commission de services régionaux 11, au sud du Nouveau-Brunswick, au Canada.

## Toponymie

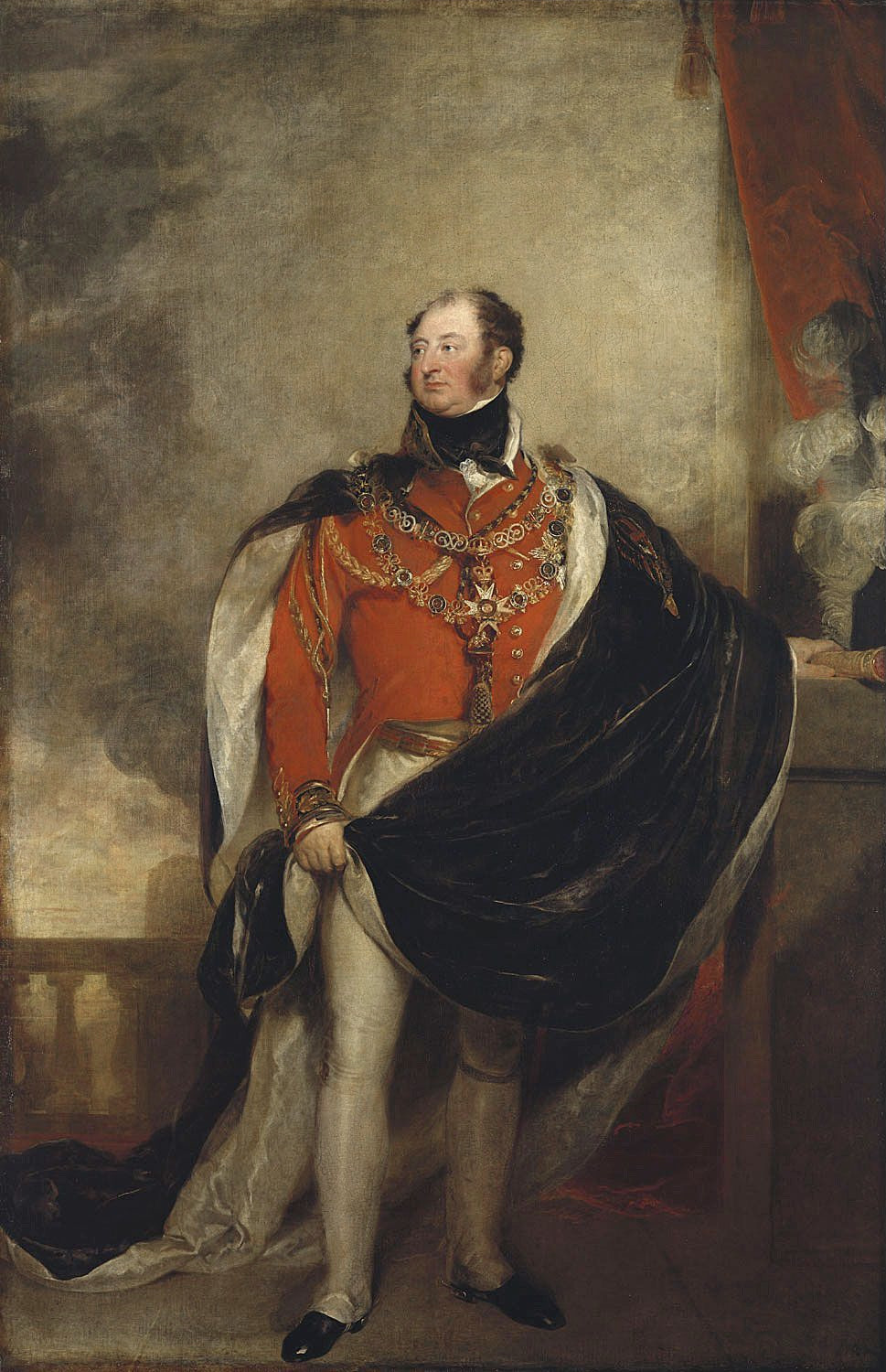
Le prince Frederick.

Le village s'appelait à l'origine Hartt's Mills, en l'honneur de Thomas Hartt, de Gagetown, qui établit ici en 1804 une entreprise de foresterie. Il fut renommé en 1869, lorsque le chemin de fer European and North American fut construit entre Saint-Jean et Vanceboro, rencontrant la ligne Fredericton au village. La ligne Fredericton n'est plus utilisée mais le village a conservé son nom.

## Géographie

### Situation
Fredericton Junction est situé dans la forêt au sud du comté, sur chaque rive de la Branche Nord de la rivière Oromocto. L'est du territoire est composé d'une plaine et de plusieurs marais (Boone, Tom Hart, etc.) formés par le confluent des deux branches principales de la rivière Oromocto.
L'ouest du territoire a un relief plus escarpé. Le village compte quelques îles, dont les principales sont les îles Curries et MacCoughans.

### Logement
Le village comptait 280 logements privés en 2006, dont 265 occupés par des résidents habituels. Parmi ces logements, 79,2 % sont individuels, 0,0 % sont jumelés, 0,0 % sont en rangée, 3,8 % sont des appartements ou duplex et 13,2 % sont des immeubles de moins de cinq étages. Enfin, 5,7 % des logements entrent dans la catégorie autres, tels que les maisons-mobiles. 83,0 % des logements sont possédés alors que 17,0 % sont loués. 75,5 % ont été construits avant 1986 et 11,3 % ont besoin de réparations majeures. Les logements comptent en moyenne 6,3 pièces et 3,8 % des logements comptent plus d'une personne habitant par pièce. Les logements possédés ont une valeur moyenne de 93 446 $, comparativement à 119 549 $ pour la province.

## Histoire
Un fortin est construit en 1785 et un autre en 1813. Le village est constitué le 9 novembre 1966. Des élections partielles ont lieu le 17 juillet 1967, le 7 juillet 1969 et le 6 juin 1977. L'école Sunbury West est inaugurée en 1991. Le territoire reste inchangé durant la réforme de la gouvernance locale du 1er janvier 2023.

## Démographie
(juillet 2016).
Il y avait 692 habitants en 2001, comparativement à 736 en 1996, soit une baisse de 6,0 %. Le village compte 280 logements privés, a une superficie de 23,86 km2 et une densité de population de 29,0 habitants par kilomètre carré.
| 1981 | 1986 | 1991 | 1996 | 2001 | 2006 | 2011 | 2016 |
| ---- | ---- | ---- | ---- | ---- | ---- | ---- | ---- |
| 711  | 705  | 714  | 736  | 692  | 715  | 752  | 704  |

## Économie
Entreprise Central NB, membre du Réseau Entreprise, a la responsabilité du développement économique.
La Citizens Credit Union est une caisse populaire membre de la Credit Union Central of New Brunswick.

## Administration
(juillet 2016).

### Conseil municipal
Le conseil municipal est formé d'un maire et de quatre conseillers. Le conseil précédent est formé à la suite de l'élection du 12 mai 2008; le maire est alors élu par acclamation. Le conseil municipal actuel est élu lors de l'élection quadriennale du 14 mai 2012.
Conseil municipal actuel
| Mandat      | Fonctions   | Nom(s)                                                            |
| ----------- | ----------- | ----------------------------------------------------------------- |
| 2012 - 2016 | Maire       | Gary W. Mersereau                                                 |
| 2012 - 2016 | Conseillers | John B. Bigger, Lonnie W. Daley, Mark K. Mersereau et James Webb. |

Anciens conseils municipaux
| Mandat      | Fonctions   | Nom(s)                                                          |
| ----------- | ----------- | --------------------------------------------------------------- |
| 2008 - 2012 | Maire       | Gary W. Mersereau                                               |
| 2008 - 2012 | Conseillers | John B. Bigger, Lonnie W. Daley, Tim K. Donovan, James E. webb. |

| Période                                  | Période  | Identité          | Étiquette | Qualité |
| ---------------------------------------- | -------- | ----------------- | --------- | ------- |
| 2001                                     | en cours | Gary W. Mersereau |           |         |
| 1995                                     | 2001     | Cedric J. McCann  |           |         |
| Les données manquantes sont à compléter. |          |                   |           |         |

### Représentation et tendances politiques
(septembre 2024).
Frddericton Junction est membre de l'Union des municipalités du Nouveau-Brunswick.
 Nouveau-Brunswick: Fredericton Junction fait partie de la circonscription provinciale de New Maryland–Sunbury-Ouest, qui est représentée à l'Assemblée législative du Nouveau-Brunswick par Jack Carr, du Parti progressiste-conservateur. Il fut élu lors d'une élection partielle en 2008 et réélu lors de l'élection générale de 2010.
 Canada: Fredericton Junction fait partie de la circonscription électorale fédérale de Nouveau-Brunswick-Sud-Ouest, qui est représentée à la Chambre des communes du Canada par Gregory Francis Thompson, ministre des Anciens Combattants et membre du Parti conservateur. Il fut élu lors de la 40e élection fédérale, en 1988, défait en 1993 puis réélu à chaque fois depuis 1997.

## Vivre à Fredericton Junction

### Éducation
L'école Sunbury West accueille les élèves de la maternelle à la 8e année. C'est une école publique anglophone faisant partie du district scolaire #17.
Le village est inclus dans le territoire du sous-district 10 du district scolaire Francophone Sud. Les écoles francophones les plus proches sont à Fredericton et Oromocto alors que les établissements d'enseignement supérieurs les plus proches sont dans le Grand Moncton.

### Autres services publics
Le village est desservi par la route 101. Deux ponts permettent de traverser la rivière. Fredericton Junction possède aussi un poste d'Ambulance Nouveau-Brunswick, un bureau de poste et une caserne de pompiers. Il y a aussi un foyer de soins agréés, le White Rapids Manor.
Le village bénéficie du club de golf The Junction, un parcours de 9 trous.
L'église St. Andrew's est une église anglicane. Le détachement de la Gendarmerie royale du Canada le plus proche est à New Maryland.
Les quotidiens anglophones sont le Telegraph-Journal, publié à Saint-Jean, et The Daily Gleaner, de Fredericton. Les francophones bénéficient quant à eux du quotidien L'Acadie nouvelle, publié à Caraquet et de l'hebdomadaire L'Étoile, de Dieppe.

## Culture

### Architecture et monuments
Il y a une attraction de bord de route à Fredericton Junction: une sculpture représentant un colporteur (peddler).

### Langues
Selon la Loi sur les langues officielles, Fredericton Junction est officiellement anglophone puisque moins de 20 % de la population parle le français.

### Personnalités
- Thomas Aaron Hartt (1858-1930), agriculteur, enseignant, marchand et homme politique, né à Fredericton Junction.